# Сепино
Сепино (итал. Sepino) је насеље у Италији у округу Кампобасо, региону Молизе.
Према процени из 2011. у насељу је живело 925 становника. Насеље се налази на надморској висини од 703 м.

## Становништво
| 1931. | 1936. | 1951. | 1961. | 1971. | 1981. | 1991. | 2001. | 2011. |
| ----- | ----- | ----- | ----- | ----- | ----- | ----- | ----- | ----- |
| 5.116 | 5.166 | 4.867 | 3.548 | 2.693 | 2.419 | 2.309 | 2.177 | 1.985 |